# Brevoortia tyrannus
Brevoortia tyrannus (Latrobe, 1802), conosciuto comunemente con il nome inglese di menhaden, è un pesce osseo marino appartenente alla famiglia Clupeidae.

## Distribuzione e habitat
Questa specie vive nell'Oceano Atlantico occidentale tra la Nuova Scozia e il nord della Florida. Effettua migrazioni stagionali da nord a sud.
Questa specie è pelagica costiera. Frequenta acque molto vicine alla costa in estate e si sposta a maggiori profondità nella stagione fredda. Forma consistenti aggregazioni nei pressi delle foci, i giovanili possono risalire i fiumi per tratti abbastanza lunghi..

## Descrizione
Ha un aspetto relativamente simile a quello della cheppia mediterranea ed europea. Ha bocca molto grande e corpo più alto rispetto alla specie europea.
Il colore è argenteo con riflessi dorati sui fianchi e dorso blu-verde. Dietro l'opercolo branchiale c'è un punto nero ben definito; 6 linee di puntini neri longitudinali percorrono i fianchi.
Misura mediamente 18-32 cm, la taglia massima è di 50 cm.

## Biologia

### Alimentazione
È una specie planctofaga che cattura le sue prede per filtrazione.

### Riproduzione
Si riproduce tutto l'anno nelle acque salmastre degli estuari. Le larve dapprima fanno vita planctonica in mare e, quando raggiungono circa 1 cm di lunghezza, migrano negli estuari.

## Pesca
Questa specie ha una grande importanza per la pesca commerciale lungo la costa est degli Stati Uniti d'America. Sebbene sia commestibile, solo una parte del pescato viene impiegata per l'alimentazione umana; la maggior parte è destinata alla produzione di olio di pesce e fertilizzanti..